# Burg Rothenstein
Die Burg Rothenstein ist die Ruine einer Höhenburg oberhalb des Weilers Rothenstein, eines Ortsteils des Marktes Bad Grönenbach im schwäbischen Landkreis Unterallgäu in Bayern (Deutschland). Nach der ersten Erwähnung der Burg 1037 wurde sie mehrfach aus- und umgebaut. Sie war der Stammsitz des Adelsgeschlechts der Rothensteiner. 
In einem über mehrere Jahre um 1500 laufenden Konflikt verloren die Rothensteiner ihre Stammburg schließlich an die Pappenheimer. Ende des 17. Jahrhunderts kam die Burg in den Besitz des Fürststifts Kempten. 1803 wurde sie im Zuge der Säkularisation vom bayerischen Staat annektiert. Ein Erdrutsch im Jahr 1873 führte zum Einsturz. Die ungesicherte Burg verfiel in den Folgejahren weiter. Erst in den 1970er und 1980er Jahren fand eine Sicherung der noch verbliebenen Mauerreste statt. Die Ruine ist Teil des LEADER-Projekts Burgenregion Allgäu.

## Geografische Lage

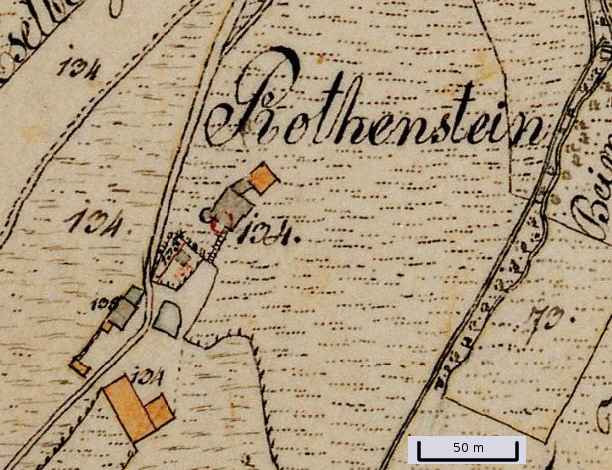
Historische Karte mit der Burg Rothenstein auf einer Uraufnahme von 1808–1864

Die Burgruine liegt auf einer Erhebung südlich des Weilers Rothenstein auf einer Höhe von 727 m ü. NN. Gebaut wurde die Spornburg auf einem schmalen, sehr steil abfallenden Hügelsporn, der im Süden von einem Halsgraben begrenzt wird. Ein Weg führt vom Weiler Rothenstein zur Burgruine hinauf. Die Ruine nimmt nahezu das gesamte Plateau ein. Der Untergrund des Burghügels besteht aus der Oberen Süßwassermolasse und wurde in der zweiten Hälfte des Miozäns gebildet.

## Geschichte

### Allgemein
Der Bau von Burgen im Allgäu folgte dem mitteleuropäischen Burgenbau, ohne dass eigene Sonderformen herausgebildet wurden. Im Wesentlichen begann der Burgbau, um als Wohn- und Verwaltungssitz der herrschenden Personen zu dienen. Im 11. und 12. Jahrhundert bestand der typische Burgaufbau im deutschsprachigen Raum aus einem teils quadratischen Turmhaus, der von einer dicht anliegenden Ringmauer umfriedet war. Wegen des Aufkommens der Feuerwaffen wurden viele Burgen, so auch die Burg Rothenstein, gegen Ende des 15. Jahrhunderts mit Artillerierondellen, Rundtürmen und Zwingern verstärkt.

### Anfangszeit bis zum Ende der Rothensteiner Herrschaft 1514

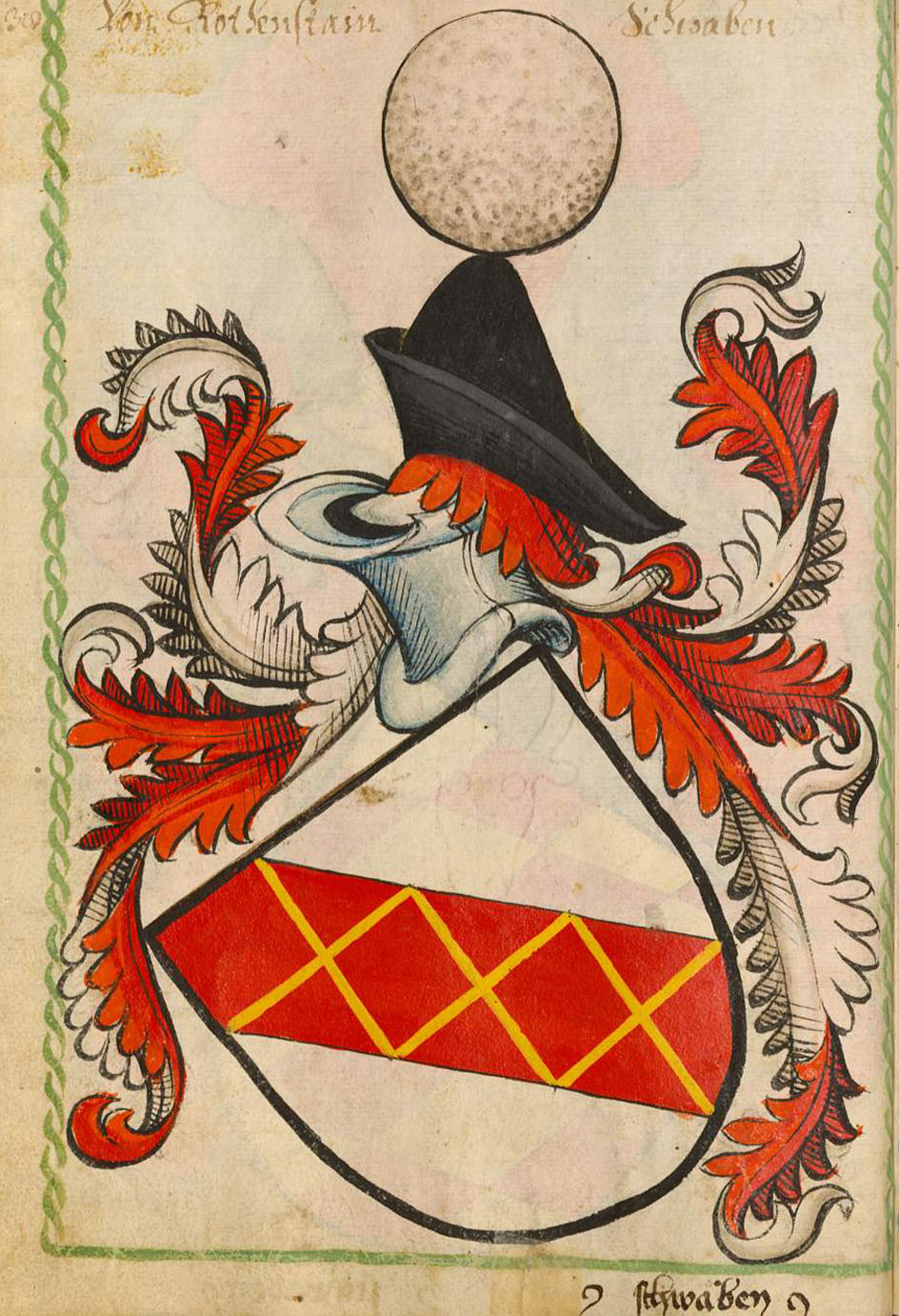
Wappen der Rothensteiner

Die Spornburg wurde vermutlich Anfang des 11. Jahrhunderts erbaut, eine erste urkundliche Erwähnung stammt aus dem Jahr 1037. Geschaffen wurde die Burg Rothenstein von den gleichnamigen Herren von Rothenstein, die um 1180 Dienstmannen des Fürststifts Kempten waren. Ludwig der Alte von Rothenstein war ab 1339 bis circa 1350 alleiniger Herr auf der Burg, deren Besitz auf seinen Sohn Heinrich und dessen Söhne Konrad und Ulrich überging. Ab 1409 war die Burg kurzzeitig im Besitz des Schwiegersohns Konrads, Haupt von Pappenheim, des Gemahls der Korona (oder Corona). In der Zeit von 1412 bis 1414 war Ulrich, der Bruder Konrads und Onkel von Ludwig und Thomas von Rothenstein, Besitzer der Burg. Die beiden Brüder verwalteten sie nach dem Tod ihres Onkels Konrad (1414) bis 1440 gemeinsam. Von 1440 bis zu seinem Tode um 1472 war Thomas alleiniger Herr auf der Burg. Mit seinem Tode fiel die Stammburg an Ludwig. Ludwig von Rothenstein vermachte die Burg testamentarisch nicht seinen noch lebenden rothensteinischen Verwandten, sondern seinem Neffen Heinrich von Pappenheim, dem Sohn seiner Schwester Korona, die mit Haupt von Pappenheim vermählt war.
Damit kamen die Pappenheimer in den Besitz der Burg, was jedoch von den Rothensteinern angefochten wurde. Die Streitigkeiten zwischen den Rothensteinern und den Pappenheimern über das Erbe Ludwigs veranlassten die Pappenheimer, die Burg nach 1482 zu verstärken und auszubauen. Die Regierung von Innsbruck sprach die Burg 1508 erneut den Rothensteinern zu, die ihren Sitz auf dem Falken und in Ebenhofen hatten. 1514 fiel die Burg wiederum an die Pappenheimer, da die Rothensteiner sich gezwungen sahen, sie zu veräußern, womit sie die Herrschaft über ihre Stammburg endgültig verloren.

### Pappenheimer Herrschaft bis zur Übergabe an das Fürststift Kempten 1692
Von 1514 bis 1692 blieb die Burg Rothenstein ununterbrochen im Besitz der Pappenheimer. Sie war zuerst im gemeinschaftlichen Besitz der Söhne Wilhelms von Pappenheim und nach dem Tod der anderen Geschwister gehörte sie von 1530 bis 1555 Wolfgang von Pappenheim. Dessen Sohn Philipp nahm 1559 das reformierte Bekenntnis an. Im gleichen Jahr lud er den Schweizer Prädikanten Bächli auf die Burg Rothenstein ein. Dieser predigte dort „unter der Linde im Bauhof“ zu Rotenstein. Während des Bauernkrieges 1525 wurde die Burg von aufständischen Bauern eingenommen, der Marschall Wolfgang von Pappenheim und die Witwe Alexanders, Barbara von Ellerbach, mussten nach Kempten fliehen.
In der Zeit des Dreißigjährigen Krieges wurde die Burg Rothenstein wie auch das Hohe Schloss in Bad Grönenbach von den Schweden 1632 geplündert. Die Schweden kamen 1646 ein zweites Mal nach Bayern und im Sommer oder gegen Ende des Jahres 1646 bezog für mehrere Monate der schwedische Feldmarschall Carl Gustav Wrangel Quartier auf der Burg.

### Fürststift Kempten bis in die Neuzeit

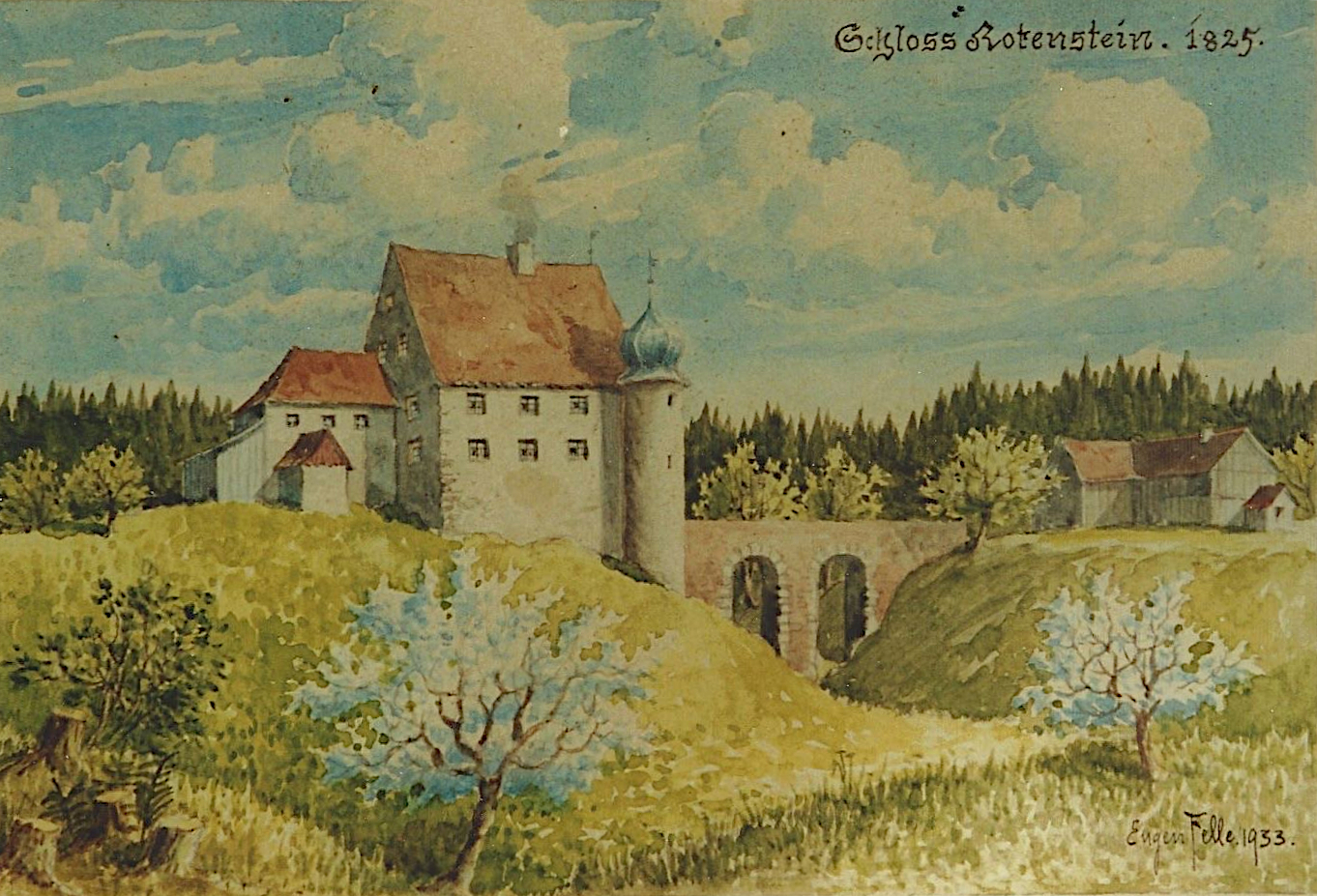
Burg Rothenstein in der Mitte des 19. Jahrhunderts vor dem Einsturz 1873

1692 erwarb das Stift Kempten die Burg für 65.000 Gulden von Philipp Gustav von Pappenheim. Sie wurde 1695 zusammen mit dem ebenfalls erworbenen Grönenbach als achtes Pfleggericht in das Herrschaftsgebiet des Stifts eingegliedert. 1803 wurde sie im Zuge der Säkularisation Kurpfalz-Bayern zugeschlagen. Der bayerische Staat veräußerte die Burg an die Familie Döring, die sie bereits während der Zeit der unmittelbaren Zugehörigkeit zum Fürststift Kempten als Meier verwaltet hatte.
Am 19. März 1873 stürzten die Mauern und der Turm der Burg Rothenstein aufgrund einer Erdsenkung zusammen und fielen zum großen Teil den Abhang hinunter. Die Burg verlor nach dem Einsturz weiter an Bausubstanz. Im Jahr 1909 verkaufte die Familie Döring die Burgruine an Güterhändler zur Zertrümmerung.
Die Burgruine sowie das gesamte Gebiet des Burghügels und des ehemaligen vorgelagerten Wirtschaftshofes sind als Bau- bzw. Bodendenkmal eingetragen. Darüber hinaus ist die Burgruine als landschaftsprägendes Denkmal vom Bayerischen Landesamt für Denkmalpflege klassifiziert.

## Beschreibung

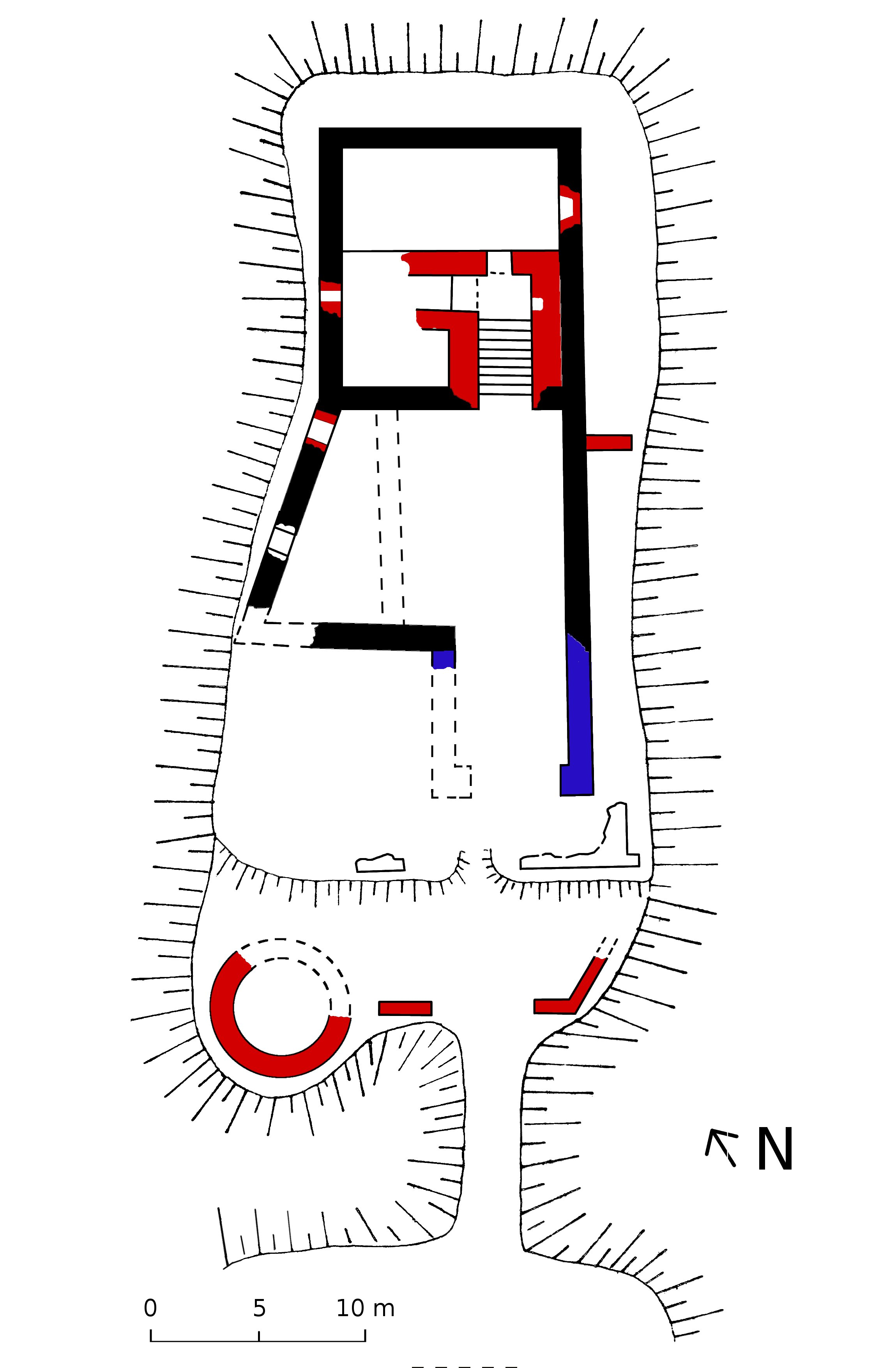
Grundriss der Burg Rothenstein

Von der mittelalterlichen Anlage sind im Wesentlichen nur noch die Grundmauern erhalten, die in der zweiten Hälfte des 20. Jahrhunderts gesichert wurden. Seit dem Einsturz 1873 bis zur Sicherung verlor die Ruine nochmals an Bausubstanz. Im Wesentlichen besteht das Mauerwerk aus großen Nagelfluhquadern und Tuffsteinen im Bereich des Torbaus. Die Nagelfluhquader wurden noch ohne Steinzange gehoben.
Ganz im Süden befand sich die Vorburg mit dem ehemaligen Wirtschaftshof, der modern überbaut wurde. Der Wirtschaftshof war ehemals durch eine steinerne Brücke über einen Halsgraben mit der eigentlichen Burg verbunden. An Stelle der Brücke befindet sich nun ein schmaler Damm, der das Gelände des Wirtschaftshofes mit der Burg verbindet. Nördlich dieses Dammes erfolgt der heutige Zugang zur Ruine. Das Gelände zwischen Haupt- und Vorburg wurde vermutlich gegen Ende des 15. Jahrhunderts durch einen Artillerieturm mit 6,5 Meter Außendurchmesser und einen schmalen Zwinger gesichert. Auf Zeichnungen der Jahre 1830 und 1854 ist der Artillerieturm mit einer Zwiebelhaube abgebildet.
Weiter in nördlicher Richtung befand sich hinter dem schmalen Zwinger der eigentliche Zugang zur Hauptburg. Das Tor war in einem vorspringenden Torbau untergebracht. In der erhaltenen Torlaibung mit Tuffsteinquadern sind Verschlussvorrichtungen für Klemm- und Riegelbalken zu erkennen. Vom Torbau ist die südliche Außenwand mit einer Länge von circa 7,80 und einer Breite von rund 1,15 Metern erhalten. In dieser ist die historische Tafel von 1934 eingelassen. Diese trägt die Inschrift:

„Wasserburg und Herrschaft Rothenstein
1180 der kemptischen Dienstmannen Ritter von R.,
seit 1482 der Reichsmarschalle von Pappenheim,
1559 unter der Linde im Bauhof reformiert,
1646 schwedisches Hauptquartier, 1692 erworben
vom Stifte Kempten, 1803 Kurpfalz bayerisch,
1873 eingestürzt.“

Entgegen der Inschrift war die Burg Rothenstein jedoch nie eine Wasserburg. Die gegenüberliegende Wand des Torbaus ist nicht mehr vorhanden. Durch den Torbau wurde der Burghof erreicht, der in späterer Zeit unter den Pappenheimern überbaut wurde. Davon stammen die in der erhaltenen und stark sanierten Nordwestwand eingebauten Fensteröffnungen. Vom Burghof selbst sind neben der nach Südwesten ehemals in einen spitzen Winkel zulaufenden Nordwestwand noch niedrige Mauerreste im Süden erhalten. Die Länge des Burghofs betrug rund 8,90, die Breite rund 15 Meter im Süden und circa 8,60 Meter im Norden.
Im Anschluss an den Burghof befand sich der quadratische, wohnturmähnliche Palas mit einer Außenseitenlänge von rund 10 Metern. Im Palas befindet sich der um 1500 erschlossene Zugang zum Keller. mit einem Treppenabgang mit Tonnengewölbe aus Backsteinen. Der Keller war in zwei Gewölberäume mit Schachtfenstern geteilt. In den südlichen, kleineren Gewölberaum führte ein Stichgang. Die Öffnungen des noch erhaltenen Kellergewölbes wurden zwischenzeitlich (2016) verschlossen. Vom Palas existieren noch die Grundmauern sowie ein größeres Mauerfragment an der Nordwestwand, das sich bis in den Burghof zieht.
Die Burg Rothenstein beherbergte eine Burgkapelle, deren Position jedoch unbekannt ist. In dieser Kapelle wurden um 1660 noch heilige Messen gefeiert.
Am Rothensteiner Bach befanden sich die Burgmühle mit Stauweiher, eine Ölstampfe, eine Schmiede und ein Mühlgut. Letzteres stand an der Stelle des denkmalgeschützten Bauernhauses aus dem 18. Jahrhundert mit der Adresse Rothenstein 2. Einer Sage nach soll Burg Rothenstein durch einen unterirdischen Gang mit dem rund 1,8 km entfernten Hohen Schloss in Bad Grönenbach verbunden sein.

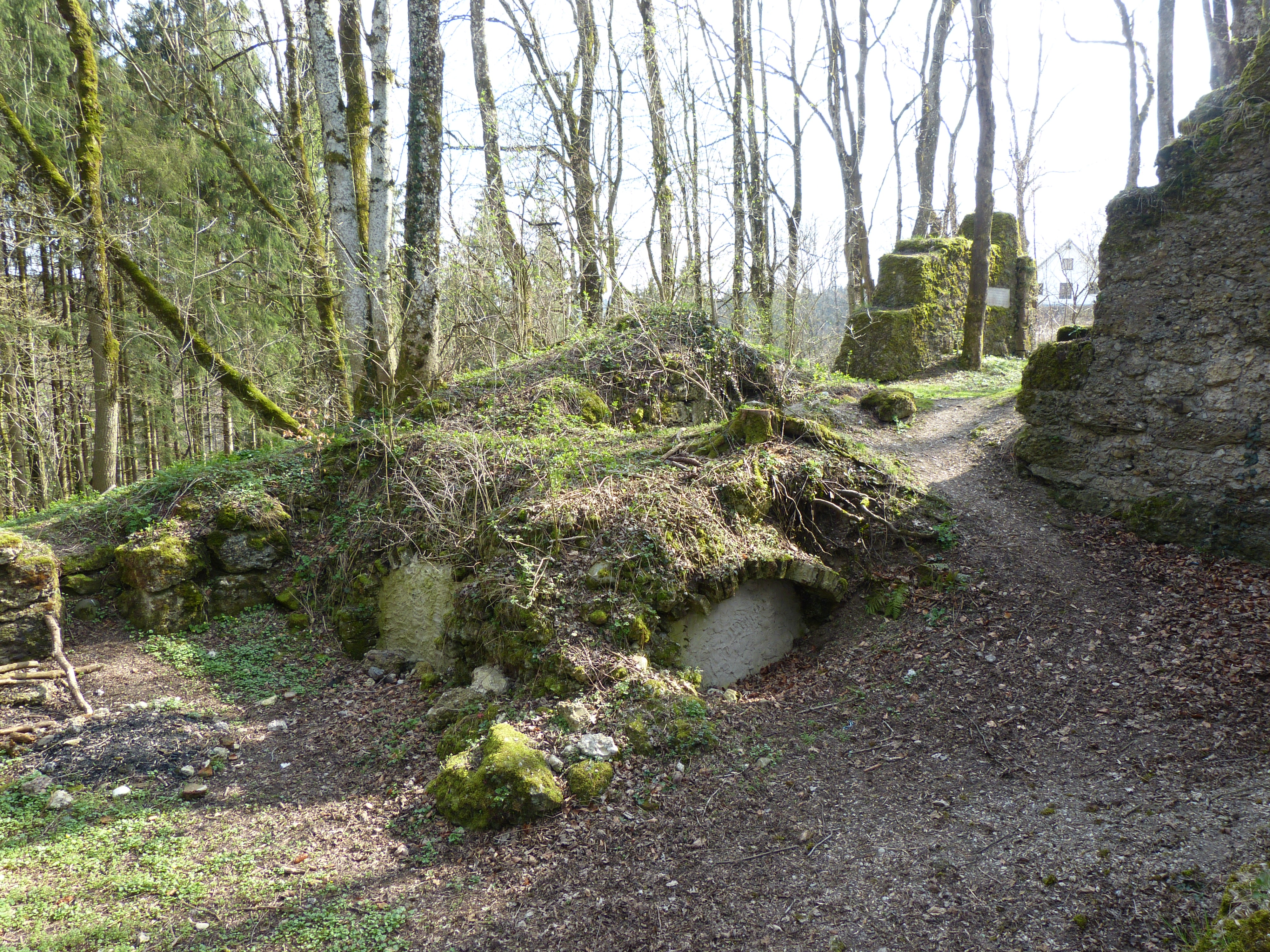
Blick aus der Nordecke des Palas in Richtung Kellergewölbe
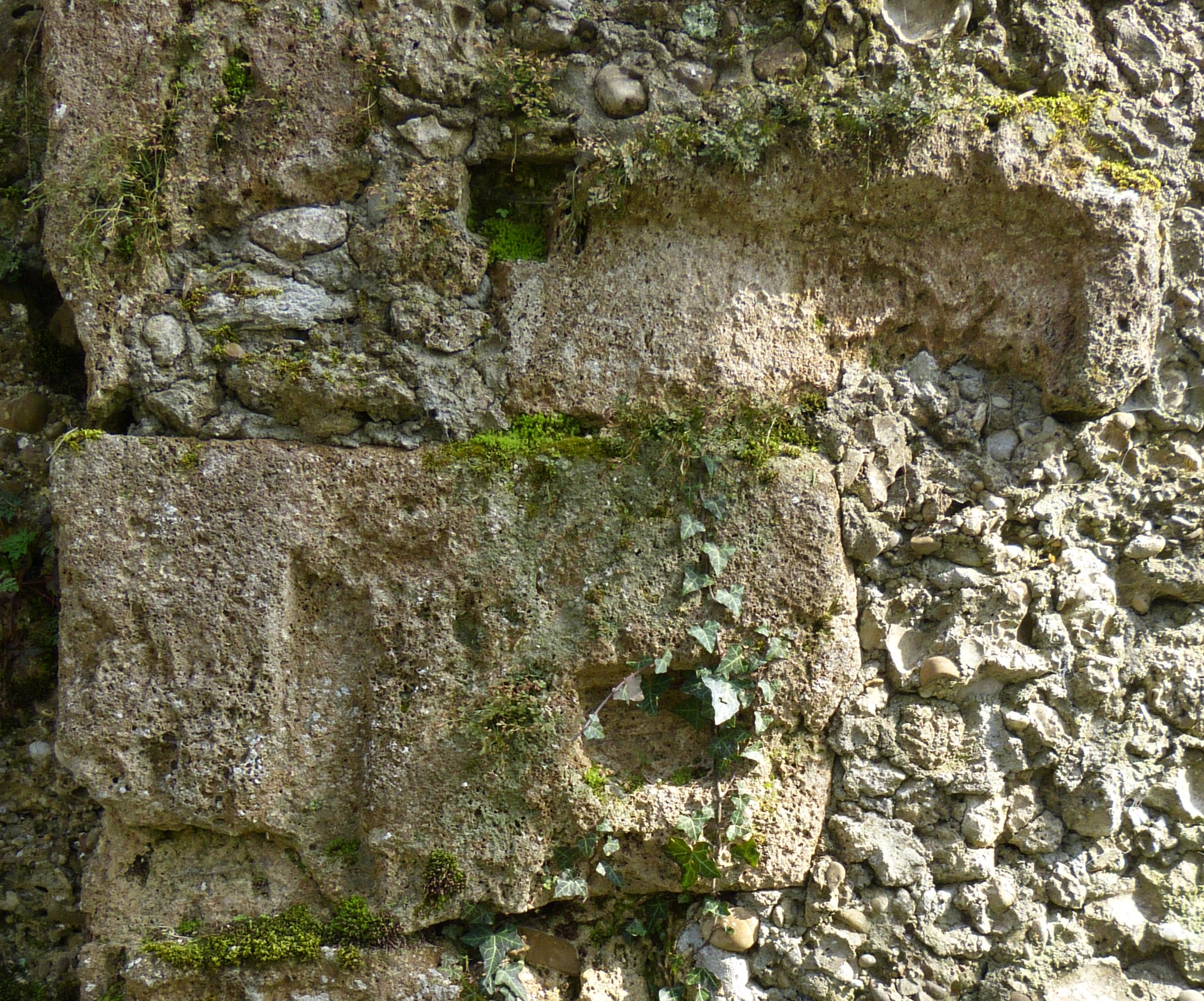
Torlaibung mit Tuffsteinquadern am Südeck der Hauptburg
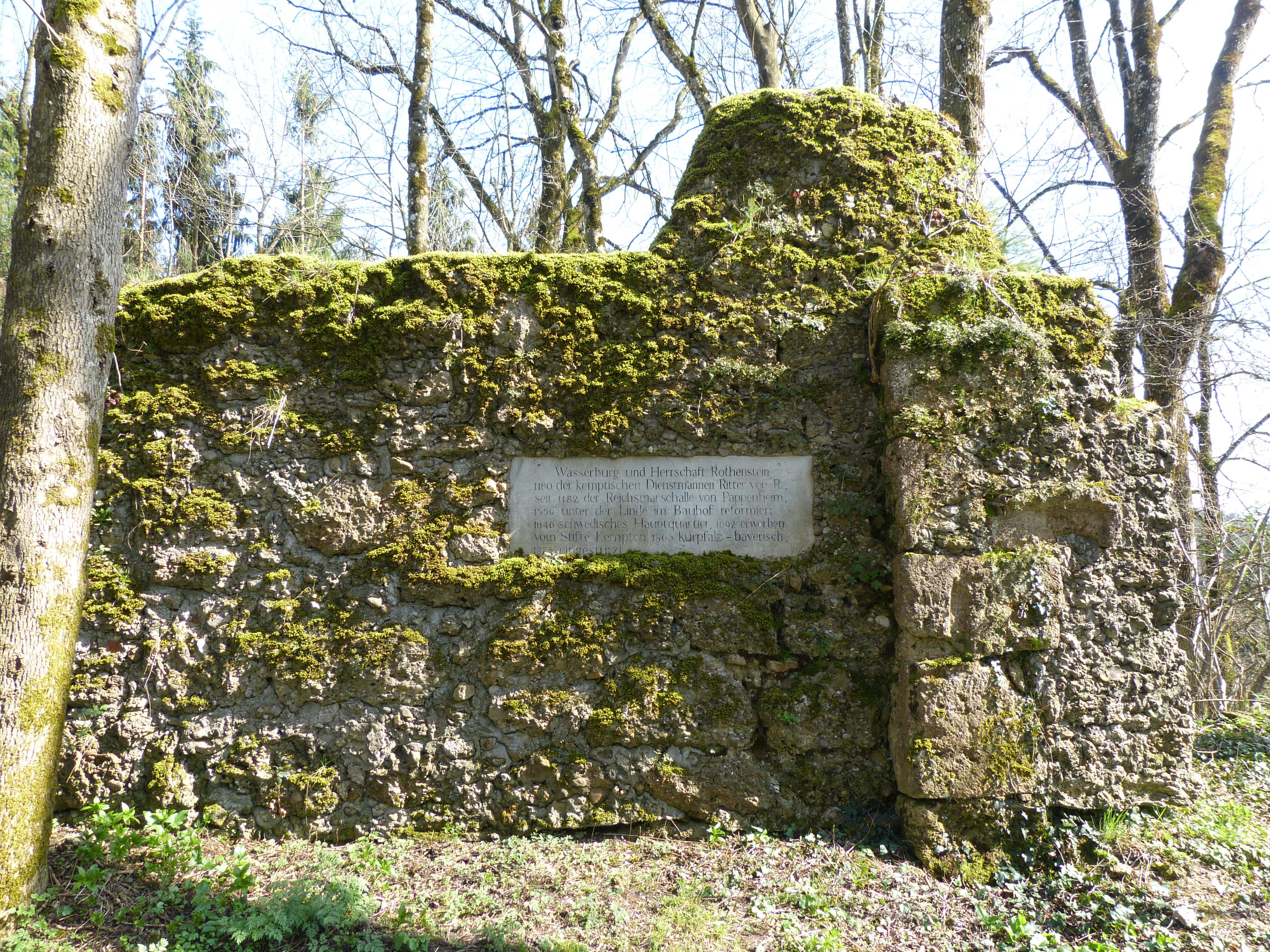
Reste des Torbaus an der Südostseite mit der Hinweistafel von 1934